# Frank Beddor
Frank Beddor (ur. 31 lipca 1958 w Minneapolis) – amerykański narciarz, specjalista narciarstwa dowolnego. Nie startował na żadnych mistrzostwach świata ani na igrzyskach olimpijskich. Najlepsze wyniki w Pucharze Świata osiągnął w sezonie 1980/1981, kiedy to triumfował w klasyfikacji generalnej oraz klasyfikacji kombinacji, a w klasyfikacjach skoków akrobatycznych, baletu narciarskiego i jazdy po muldach był drugi. W sezonie 1981/1982 ponownie triumfował w klasyfikacji generalnej i klasyfikacji kombinacji, a w klasyfikacji jazdy po muldach był drugi.
W 1983 r. zakończył karierę. Po zakończeniu kariery sportowej Beddor został pisarzem, zagrał też w paru filmach, między innymi Kierunek: Punkt zero i Amazonki z Księżyca. Jest także producentem filmowym.

## Sukcesy

### Puchar Świata

#### Miejsca w klasyfikacji generalnej
- 1979/1980 – 4.
- 1980/1981 – 1.
- 1981/1982 – 1.
- 1982/1983 – 11.

#### Miejsca na podium
1. Poconos – 10 stycznia 1980 (Balet narciarski) – 3. miejsce
2. Poconos – 12 stycznia 1980 (Kombinacja) – 2. miejsce
3. Oberjoch – 2 marca 1980 (Kombinacja) – 1. miejsce
4. Tignes – 12 marca 1980 (Jazda po muldach) – 2. miejsce
5. Livigno – 18 stycznia 1981 (Kombinacja) – 1. miejsce
6. Livigno – 18 stycznia 1981 (Skoki akrobatyczne) – 3. miejsce
7. Tignes – 23 stycznia 1981 (Balet narciarski) – 3. miejsce
8. Laax – 31 stycznia 1981 (Balet narciarski) – 2. miejsce
9. Laax – 1 lutego 1981 (Skoki akrobatyczne) – 3. miejsce
10. Laax – 3 lutego 1981 (Kombinacja) – 1. miejsce
11. Laax – 3 lutego 1981 (Jazda po muldach) – 2. miejsce
12. Seefeld in Tirol – 9 lutego 1981 (Balet narciarski) – 3. miejsce
13. Seefeld in Tirol – 9 lutego 1981 (Kombinacja) – 1. miejsce
14. Oberjoch – 14 lutego 1981 (Balet narciarski) – 2. miejsce
15. Oberjoch – 15 lutego 1981 (Kombinacja) – 1. miejsce
16. Mont-Sainte-Anne – 28 lutego 1981 (Balet narciarski) – 2. miejsce
17. Mont-Sainte-Anne – 1 marca 1981 (Skoki akrobatyczne) – 2. miejsce
18. Poconos – 8 marca 1981 (Skoki akrobatyczne) – 1. miejsce
19. Mount Norquay – 18 marca 1981 (Jazda po muldach) – 1. miejsce
20. Mount Norquay – 18 marca 1981 (Kombinacja) – 1. miejsce
21. Mount Norquay – 19 marca 1981 (Jazda po muldach) – 2. miejsce
22. Calgary – 22 marca 1981 (Kombinacja) – 2. miejsce
23. Snowqualmie – 2 stycznia 1982 (Jazda po muldach) – 2. miejsce
24. Whistler Blackcomb – 8 stycznia 1982 (Kombinacja) – 3. miejsce
25. Whistler Blackcomb – 10 stycznia 1982 (Kombinacja) – 2. miejsce
26. Calgary – 17 stycznia 1982 (Skoki akrobatyczne) – 3. miejsce
27. Angel Fire – 22 stycznia 1982 (Balet narciarski) – 2. miejsce
28. Morin Heights – 31 stycznia 1982 (Kombinacja) – 1. miejsce
29. Mont-Sainte-Anne – 4 lutego 1982 (Kombinacja) – 1. miejsce
30. Mont-Sainte-Anne – 5 lutego 1982 (Jazda po muldach) – 1. miejsce
31. Mont-Sainte-Anne – 7 lutego 1982 (Kombinacja) – 2. miejsce
32. Sella Nevea – 26 lutego 1982 (Jazda po muldach) – 2. miejsce
33. Sella Nevea – 28 lutego 1982 (Kombinacja) – 1. miejsce
34. Adelboden – 5 marca 1982 (Jazda po muldach) – 3. miejsce
35. Adelboden – 7 marca 1982 (Kombinacja) – 1. miejsce
36. Oberjoch – 21 marca 1982 (Kombinacja) – 1. miejsce
37. Tignes – 26 marca 1982 (Kombinacja) – 1. miejsce
38. Angel Fire – 18 marca 1983 (Jazda po muldach) – 3. miejsce
39. Angel Fire – 19 marca 1983 (Skoki akrobatyczne) – 3. miejsce
40. Angel Fire – 19 marca 1983 (Kombinacja) – 1. miejsce
41. Angel Fire – 21 marca 1983 (Kombinacja) – 2. miejsce

W sumie 16 zwycięstw, 15 drugich i 10 trzecich miejsc.